# Епархия Санта-Аны
Епархия Санта-Аны (лат. Dioecesis Sanctae Annae) — епархия Римско-католической церкви c центром в городе Санта-Ана, Сальвадор. Юрисдикция епархии Санта-Аны распространяется на департаменты Санта-Ана и Ауачапан. Епархия Санта-Аны входит в митрополию Сан-Сальвадора. Кафедральным собором епархии Санта-Аны является церковь Пресвятой Девы Марии.

## История
11 февраля 1913 года Святой Престол учредил епархию Санта-Аны, выделив её из епархии Сан-Сальвадора (сейчас — Архиепархия Сан-Сальвадора).
31 мая 1986 года епархия Санта-Аны передала часть своей территории в пользу возведения епархии Сонсонате.

## Ординарии епархии
- епископ Santiago Richardo Vilanova y Meléndez  (3.07.1914 – 17.01.1953);
- епископ Benjamín Barrera y Reyes M.J.[1] (1.03.1954 – 25.02.1981);
- епископ Marco René Revelo Contreras (25.02.1981 – 19.10.1998);
- епископ Romeo Tovar Astorga O.F.M. (12.05.1999 — 9.02.2016, в отставке);
- епископ Miguel Ángel Morán Aquino (9.02.2016 — по настоящее время).